# Splenocyt
Splenocyt je označení buňky sleziny. Mohou to být různé typy bílých krvinek, pokud se nacházejí nebo se čistí ve slezině.
Splenocyty mohou být například T a B lymfocyty, dendritické buňky nebo makrofágy, které mají různé imunitní funkce.
Spojením splenocytů s lymfoidní buňkou se získá hybridom. Tyto hybridomy se používají v imunohistochemických technikách pro výrobu monoklonálních protilátek.